# بازیافت انرژی
بازیافت انرژی، فرایند بازیابی انرژی مصرفی از طریق تبدیل آن به الکتریسیته یا انرژی گرمایی است. تلاش‌هایی که در تأسیسات تولیدی، نیروگاه‌های برق و موسسات بزرگی چون بیمارستان‌ها و دانشگاه‌ها صورت گرفته‌است، به‌طور قابل توجهی بهره‌وری را افزایش داده و در نتیجه هزینه‌های انرژی و آلودگی گازهای گلخانه‌ای را به‌طور همزمان کاهش می‌دهد. این فرایند بخاطر نقش بالقوه‌ای که در کاهش گرمایش جهانی دارد برجسته است. این کار معمولاً به شکل تولید هم‌زمان گرما و برق (همچنین با نام تولید همزمان) یا بازیابی حرارت هدر رفته انجام می‌شود.

## روش‌های بازیافت انرژی
بازیابی حرارت هدر رفته فرایندی است که از آزاد سازی گرمای بیش از حدی که به‌طور معمول در تأسیسات تولیدی هدر می‌رود جلوگیری می‌کند و آن را به برق و بخار تبدیل می‌کند، یا انرژی را به فرایند تولید در قالب هوای گرم، آب، اتیلن گلیکول یا روغن برمی‌گرداند. "دیگ بخار بازیابی گرمای هدررفته " شامل یک سری لوله‌های پر از آب در سرتاسر قسمت‌هایی است که گرما در آنجا آزاد شده‌است. هنگامی که گرما با دمای بالا به دیگ بخار می‌رسد، بخار تولید می‌شود، که به نوبهٔ خود توربینی را راه می‌اندازد که تولید الکتریسیته می‌کند. این فرایند شبیه به دیگر دیگ‌های بخار افروختنی است، اما در این مورد، گرمای هدررفته جایگزین شعلهٔ همیشگی است. هیچ گونه سوخت‌های فسیلی در این فرایند استفاده نشده‌اند. بازیابی حرارت هدر رفته در تولید فلزات، شیشه، کاغذ و خمیر کاغذ، سیلیکون و مواد شیمیایی کارخانه‌ای دیگر، می‌تواند مؤثر باشد.
بازیابی حرارت هدر رفته از تهویهٔ مطبوع هوا نیز معادلی برای هدر دادن گرما به سمت جو از دستگاه‌های خنک‌کننده است. گرمای بازیابی شده در تابستان (با استفاده از مواد خنک‌کننده) در ذخیره‌سازهای گرمایی در زمین ذخیره شده و در فصل زمستان بدون سوزاندن سوخت‌های فسیلی و از طریق یک پمپ حرارتی، بازیافت شده و به همان ساختمان بازمی‌گردد. این رویکرد زیبا از طریق بازیافت گرمای تابستان برای استفاده در زمستان در انرژی و کربن صرفه جویی می‌کند.
تولید هم‌زمان گرما و برق (CHP)، یا به اختصار تولید همزمان، بر اساس تعریف سازمان حفاظت محیط زیست ایالات متحده، «رویکردی کارآمد، تمیز، و قابل اعتماد برای تولید برق و انرژی حرارتی از یک منبع سوخت است». با نصب سیستم CHP به منظور پاسخگویی به بارهای پایهٔ حرارتی و الکتریکی تأسیسات، تا حد زیادی می‌توان بهره‌وری عملیاتی تأسیسات را افزایش و هزینه‌های انرژی را کاهش داد. ضمناً، CHP انتشار گازهای گلخانه‌ای که به تغییرات آب و هوایی جهانی دامن می‌زند را کاهش می‌دهد. هنگامی که الکتریسیته با یک سیستم CHP در محل(on-site) تولید می‌شود، گرمای اضافی برای تولید حرارت فراورده و برق اضافه بازیافت می‌شود.
فناوری‌های فعال سازی: پمپ‌های حرارتی و ذخیره‌سازی انرژی حرارتی دسته‌هایی از فناوری هستند که زمانی که[بخاطر درجه حرارت خیلی پایین یا فاصلهٔ زمانی بین موقعی که انرژی در دسترس است و موقعی که به آن نیاز است] بازیافت انرژی در دسترس نباشد، این کار را ممکن سازند. هنگام افزایش دمای انرژی حرارتی تجدید پذیر در دسترس، پمپ‌های حرارتی با اعمال قدرت الکتریکی (یا در برخی موارد قدرت مکانیکی یا حرارتی) انرژی اضافی را از یک منبع با کیفیت پایین استخراج می‌کنند (مانند آب دریا، آب دریاچه، زمین، هوا، یا گرمای تلف شده از یک فرایند).
با فناوری‌های ذخیره‌سازی حرارتی می‌توان گرما یا سرما را برای بازه‌های زمانی چند ساعته، یک شبه یا حتی بین فصلی ذخیره کرد، این فناوری‌ها همچنین ما را قادر به ذخیره‌سازی انرژی معقول (به عنوان مثال با تغییر دمای محیط) یا انرژی نهفته (به عنوان مثال از طریق تغییر فاز یک واسطه، از جمله بین آب و برفاب یا یخ) می‌کنند. می‌توان برای کاهش مصرف در ساعات اوج سیستم‌های توزیع الکتریکی یا حرارتی، از ذخیره‌سازهای حرارتی کوتاه مدت استفاده کرد. انواع منابع انرژی جایگزین یا تجدیدپذیر که می‌توانند فعال شوند شامل انرژی طبیعی (به عنوان مثال جمع‌آوری شده از طریق گردآورنده‌های حرارتی-خورشیدی، یا برج‌های خشک خنک‌کننده که برای برای جمع‌آوری سرمای زمستان به کار می‌روند)، انرژی هدررفته (به عنوان مثال تجهیزات تهویه مطبوع، فرایندهای صنعتی یا نیروگاه‌های برق)، یا انرژی اضافی (به عنوان مثال به صورت فصلی در پروژه‌های hyropower یا متناوب در مزارع بادی) می‌شوند. انجمن خورشیدی Drake Landing (آلبرتا، کانادا) گویا است. ذخیره‌ساز انرژی حرارتی سوراخ دار اجازه می‌دهد تا انجمن ۹۷٪ حرارت سالانهٔ خود را از گردآورنده خورشیدی بر روی سقف گاراژها بدست بیاورند، که بیشتر این گرما در تابستان جمع‌آوری شده‌است. انواع ذخیره‌سازی انرژی معقول شامل موارد زیر می‌شود: مخزن‌های عایق بندی شده، کلاسترهای حفاری در لایه‌های مختلف از شن تا سنگ بستر، سفره‌های آب عمیق، یا چاله‌های کم عمقی که دیوارهٔ آن با سنگ مناسب پوشانیده شده و از بالا عایق شده باشد. برخی از ذخیره‌سازها قادر به ذخیره‌سازی گرما یا سرما بین فصول مخالف هستند (به خصوص اگر بسیار بزرگ باشند)، و برخی از برنامه‌های ذخیره‌سازی نیاز به تعبیهٔ پمپ گرمادارند. گرمای نهان معمولاً در مخازن یخ یا آنچه مواد تغییر فاز (PCMها) نامیده می‌شوند ذخیره شده‌است.

## سیستم کنونی
هر دوی بازیابی حرارت هدررفته و CHP، یک سیستم تولید انرژی «غیر متمرکز» را تشکیل می‌دهند که در مقابل قدرت «متمرکز» سنتی تولید شده در نیروگاه‌های بزرگ برق است که توسط سیستم آب و برق منطقه‌ای در حال اجراست. میانگین بهره‌وری سیستم «متمرکز» است ۳۴ درصد است، که برای تولید یک واحد برق نیاز به حدود سه واحد سوخت دارد. CHP و پروژه‌های بازیابی حرارت هدررفته، با قبضه کردن حرارت و برق بازده‌های بالاتری دارند.
در مطالعه‌ای که توسط دپارتمان انرژی در سال ۲۰۰۷ انجام پذیرفت، پتانسیل ۱۳۵٬۰۰۰ مگاوات CHP برای ایالات متحده اعلام شد، و مطالعهٔ آزمایشگاهی ملی لارنس برکلی حدود ۶۴٬۰۰۰ مگاوات را اعلام کرد که می‌توان از انرژی مواد زائد صنعتی، و بدون در نظر گرفتن CHP بدست آورد. این مطالعات حدود ۲۰۰٬۰۰۰ مگاوات یا ۲۰٪ کل ظرفیت انرژی که می‌توان از بازیافت انرژی در استفاده گسترده آمریکا بدست آورد است، در نتیجه می‌تواند انتشار گرم شدن کره زمین را تقریباً به میزان ۲۰ درصد کاهش دهد. در واقع، از سال ۲۰۰۵، حدود ۴۲ درصد آلودگی گازهای گلخانه‌ای ایالات متحده بخاطر تولید برق و ۲۷ درصد آن بخاطر تولید گرماست.
طرفداران این سیستم اعتقاد دارند هزینه‌های انرژی بازیافت شده کمتر است و نسبت به گزینه‌های دیگر انرژی مورد استفاده، گازهای گلخانه‌ای کمتری تولید می‌کند.
شرکت انرژی بازیافتی رایج. تخصص شرکت .Corp بازیافت انرژی در تهویهٔ بازیابی گرما و پمپ گرمای نهان و CHCP است.

## تاریخچه
شاید اولین استفادهٔ مدرن از بازیافت انرژی توسط توماس ادیسون انجام شد. ایستگاه ۱۸۸۲ خیابان مروارید، اولین نیروگاه برق تجاری جهان، یک نیروگاه CHP بود که تولید کنندهٔ برق و انرژی حرارتی بود، در حالی که در آن از انرژی حرارتی هدررفته برای گرم کردن ساختمان‌های همسایه‌ها استفاده می‌شد. بازیافت باعث شد نیروگاه ادیسون به بهره‌وری حدود ۵۰٪ برسد.
در اوایل ۱۹۰۰، مقرراتی برای حمایت از برق روستایی از طریق ساخت نیروگاه‌های متمرکز با مدیریت آب و برق منطقه‌ای وضع شد. این مقررات نه تنها برق را در سراسر حومهٔ شهرها گسترش داد، بلکه تولیدهای برق غیر متمرکزی مثل CHP را دلسرد کرد. آن‌ها حتی تا حدی پیش رفتند که فروش برق را توسط شرکت‌های غیر تسهیلاتی غیرقانونی کردند.
در سال ۱۹۷۸، کنگره متوجه شد که بهره‌وری در نیروگاه‌های برق مرکزی با رکود مواجه شده‌است و به دنبال تشویق بهره‌وری بهبود یافته با قانون سیاست‌های نظارتی تأسیسات عمومی (PURPA)، بود که تأسیسات عمومی را تشویق به خرید برق از دیگر تولیدکنندگان انرژی کرد. نیروگاه‌های CHP گسترش یافتند و خیلی زود توانستند حدود ۸ درصد از کل انرژی در ایالات متحده را تولید کنند. با این حال، اجرای لایحه و پیاده‌سازی آن به ایالت‌های خاصی واگذار شد، و در نتیجه در بسیاری از نقاط کشور، یا کم‌کاری شد یا هیچ کاری انجام نشد.
در سال ۲۰۰۸، تام کستِن رئیس سازمان توسعهٔ انرژی قابل بازیافت، گفت که «ما فکر می‌کنیم می‌توانستیم حدود ۱۹ تا ۲۰ درصد از برق ایالات متحده را با حرارتی که در حال حاضر توسط صنعت هدر می‌رود تولید کنیم.»
خارج ایالات متحده، بازیافت انرژی بیشتر معمول است. می‌توان گفت دانمارک احتمالاً فعال‌ترین کشور در زمینهٔ بازیافت انرژی است، که حدود ۵۵٪ انرژی خود را از CHP و بازیابی حرارت هدررفته به دست می‌آورد. کشورهای بزرگ دیگری از جمله آلمان، روسیه و هند، نیز سهم بسیار بالاتری از انرژی خود را از منابع غیر متمرکز به دست می‌آورند.